# Réservoir Taureau
Pour les articles homonymes, voir Taureau (homonymie).
Le réservoir Taureau couvre 95 km2 sur la rivière Matawin, dans la région administrative de Lanaudière, au Québec, au Canada.

## Toponymie
Le réservoir porte le nom d'un rapide qui a été inondé en 1931 par la construction du barrage Matawin par la Shawinigan Water and Power Company. Le bruit de ce dernier rappelait le beuglement d'un taureau.

## Géographie
Ce grand lac compte 239,4 km de rives dont de nombreuses plages de sable fin, notamment la plage de la Pointe-fine située au bout d'une presqu'île qui s'avance loin au centre du lac. Les rives sablonneuses des baies du Milieu, des Embranchements et du Poste attirent les amateurs de camping et de baignade dans un environnement sauvage.
La rivière Matawin Ouest se jette dans le réservoir Taureau au village de Saint-Michel-des-Saints, dans une baie au sud de la partie ouest du réservoir. La rivière reprend son cours à la décharge du lac (du côté Est) contrôlée par le "barrage Matawin", érigé au fond de la "Baie du barrage", à une altitude de 356,58 m (1183 pieds).
Le réservoir Taureau comporte 45 îles dont les plus importantes sont :
- partie ouest du lac : îles jaune, aux grands vents, aux Sables, de la gauche et Baribeau,
- partie centre : îles de France, flottantes, Grande Île Jumelle, îles jumelles, du village et île Ouest,
- partie est : île Lacroix (la plus grande en superficie) et l'île aux pins gris.

Le réservoir Taureau comporte trois parties principales (chacune adoptant l'axe nord-sud) reliées entre elles par un passage plus étroit. Chaque partie compte plusieurs grandes baies :
- partie ouest du lac : baies du Poste, du Milieu et du Village,
- partie centre : baies du canot rouge, de ROE et Ignace,
- partie est : baies du Barrage et de la Bouteille[3].

## Histoire
L'aménagement du réservoir a débuté en 1928 par le survol du territoire pour établir les plans. Les habitants de Saint-Ignace-du-Lac et d'une partie de St-Michel-des-Saints ont été avisés par leur curé qu'ils devraient déménager. La compagnie a indemnisé les propriétaires du double de la valeur de leur propriété et les travaux ont débuté en 1929. En 1931 le réservoir a commencé à être rempli. Le barrage principal sur la rivière Matawin a été construit aux rapides Toro ou Taureau. Sur une carte de la rivière Matawin en 1888 ces rapides sont nommés Ox Bow rapids. Le nom pourrait venir de la forme de la courbe qu'ils décrivaient plutôt que du mugissement des eaux. 

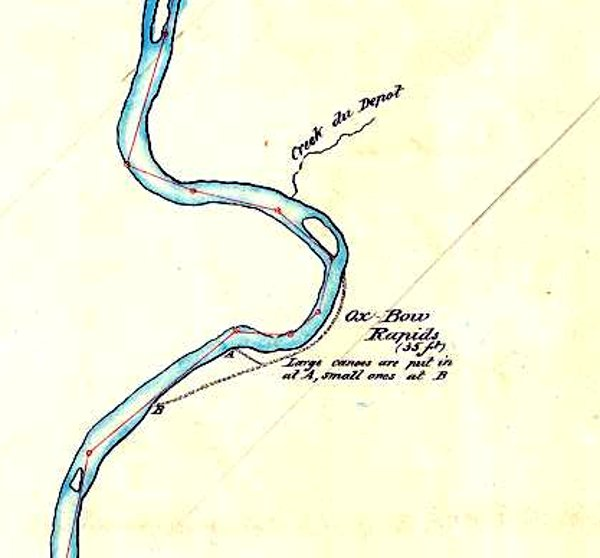
Plan of the river Mattawin – 1888 (détail)